# Africa Cup Sevens 2019
El Africa Cup Sevens de 2019 fue la octava edición del torneo de rugby 7 de África.
El torneo otorgó una plaza para el Torneo masculino de rugby 7 en los Juegos Olímpicos de Tokio 2020, además de 2 plazas para el Torneo Preolímpico Mundial Masculino de Rugby 7 2020.
Se disputó del 7 al 9 de noviembre en el Bosman Stadium de la ciudad de Johannesburgo, Sudáfrica.

## Partidos de clasificación
- Los ganadores y el perdedor con menor diferencia clasifican a la copa de oro, mientras que los 6 perdedores restantes clasifican a la ronda de consuelo.

| 8 de noviembre | Zimbabue | 24 - 21 | Nigeria |  |  |

| 8 de noviembre | Kenia | 36 - 7 | Costa de Marfil |  |  |

| 8 de noviembre | Uganda | 57 - 0 | Mauricio |  |  |

| 8 de noviembre | Madagascar | 38 - 12 | Botsuana |  |  |

| 8 de noviembre | Zambia | 19 - 7 | Ghana |  |  |

| 8 de noviembre | Namibia | 26 - 21 | Túnez |  |  |

| 8 de noviembre | Senegal | 29 - 17 | Marruecos |  |  |

## Copa de oro

### Grupo A
| Equipo     | Encuentros | Encuentros | Encuentros | Encuentros | Tantos  | Tantos    | Tantos     | Puntos |
| Equipo     | jugados    | ganados    | empatados  | perdidos   | a favor | en contra | diferencia | Puntos |
| ---------- | ---------- | ---------- | ---------- | ---------- | ------- | --------- | ---------- | ------ |
| Zimbabue   | 3          | 3          | 0          | 0          | 81      | 19        | +62        | 9      |
| Madagascar | 3          | 2          | 0          | 1          | 93      | 43        | +50        | 7      |
| Zambia     | 3          | 1          | 0          | 2          | 47      | 59        | –12        | 5      |
| Nigeria    | 3          | 0          | 0          | 3          | 19      | 119       | –100       | 3      |

### Grupo B
| Equipo  | Encuentros | Encuentros | Encuentros | Encuentros | Tantos  | Tantos    | Tantos     | Puntos |
| Equipo  | jugados    | ganados    | empatados  | perdidos   | a favor | en contra | diferencia | Puntos |
| ------- | ---------- | ---------- | ---------- | ---------- | ------- | --------- | ---------- | ------ |
| Kenia   | 3          | 3          | 0          | 0          | 107     | 7         | +100       | 9      |
| Uganda  | 3          | 2          | 0          | 1          | 94      | 53        | +41        | 7      |
| Namibia | 3          | 1          | 0          | 2          | 55      | 87        | –32        | 5      |
| Senegal | 3          | 0          | 0          | 3          | 31      | 140       | –109       | 3      |

## Semifinal
| 9 de noviembre | Zimbabue | 12 - 21 | Uganda |  |  |

| 9 de noviembre | Kenia | 40 - 14 | Madagascar |  |  |

### Tercer puesto
| 9 de noviembre | Zimbabue | 24 - 7 | Madagascar |  |  |

- Zimbabue clasifica al repechaje olímpico.

### Final
| 9 de noviembre | Uganda | 0 - 29 | Kenia |  |  |

- Kenia clasifica a Tokio 2020.[2]
- Uganda clasifica al repechaje olímpico.

| Bandera de Kenia |
| Campeón Kenia    |
| 3.er título      |

## Ronda de consuelo

### Grupo A
| Equipo          | Encuentros | Encuentros | Encuentros | Encuentros | Tantos  | Tantos    | Tantos     | Puntos |
| Equipo          | jugados    | ganados    | empatados  | perdidos   | a favor | en contra | diferencia | Puntos |
| --------------- | ---------- | ---------- | ---------- | ---------- | ------- | --------- | ---------- | ------ |
| Costa de Marfil | 2          | 2          | 0          | 0          | 68      | 20        | +48        | 6      |
| Túnez           | 2          | 1          | 0          | 1          | 33      | 33        | –          | 4      |
| Botsuana        | 2          | 0          | 0          | 2          | 22      | 70        | –48        | 2      |

### Grupo B
| Equipo    | Encuentros | Encuentros | Encuentros | Encuentros | Tantos  | Tantos    | Tantos     | Puntos |
| Equipo    | jugados    | ganados    | empatados  | perdidos   | a favor | en contra | diferencia | Puntos |
| --------- | ---------- | ---------- | ---------- | ---------- | ------- | --------- | ---------- | ------ |
| Marruecos | 2          | 2          | 0          | 0          | 34      | 26        | +8         | 6      |
| Ghana     | 2          | 1          | 0          | 1          | 50      | 22        | +28        | 4      |
| Mauricio  | 2          | 0          | 0          | 2          | 31      | 67        | –36        | 2      |

## Semifinal
| 9 de noviembre | Costa de Marfil | 15 - 19 | Ghana |  |  |

| 9 de noviembre | Marruecos | 28 - 21 | Túnez |  |  |

### Final Ronda de consuelo
| 9 de noviembre | Ghana | 33 - 10 | Marruecos |  |  |